# Zohar Zarwan
Zohar Mohamed Zarwan (23 aprile 1996) è un calciatore singalese, attaccante del Java Lane e della nazionale singalese.

## Carriera

### Club
Nel 2013 firma un contratto con lo Java Lane.

### Nazionale
Ha debuttato in nazionale il 26 agosto 2014, nell'amichevole Seychelles-Sri Lanka, in cui mette a segno una rete.